# سمی رودس
سمی رودس (انگلیسی: Sammie Rhodes؛ زاده ۱۰ نوامبر ۱۹۸۳) بازیگر پورنوگرافی اهل ایالات متحده آمریکا است.
از فیلم‌هایی که وی در آن نقش داشته است، می‌توان به نگهداران بچه اشاره کرد.